# Българи в Австрия
Българите в Австрия са над 18 500 души, като 17 000 са родените в България или имат българско гражданство. Най-много те са във Виена – около 11 722 души (2013). През 2011 година българските студенти са около 5000 души.

## Култура
Дружества
Български дружества са: Австрийско-българско дружество – Виена (от 1955), Българо-австрийски културен и информационен център „София“ – Линц (от 2004), Българо-австрийски клуб „Орфей“ – Линц (от 2005), Българо-Австрийски културен център – Грац (от 2006), Българска културно-просветна организация „Св. св. Кирил и Методий“ – Виена (от 1955), Българско-австрийско дружество за културен обмен „Дунав“ – Линц (от 2003), Дружество „Приятели на Дом Витгенщайн“ – Виена (от 1979).
Печатни медии
Български печатни медии са: Вестник „Виена днес“ – Виена, Енорийски лист на Българската църковна община „Св. Иван Рилски“ – Виена (от 1991), Списание „Българите в Австрия“ (от 2006), информационна брошура „Виена нашият град“.
Електронни медии
Български електронни медии са: Българският информационен портал за Австрия (от 2005), блога на българите в Австрия „Меланж Булгарен“, Информационен портал „Заедно“ за българите в Германия и Австрия, Радио България – Линц (от 2004), Радиопредаване „Ние българите“ по радио „Orange“ (от 2009), Телевизионно предаване „В 7“ (от 2007).
Училища
Български училища са: Българо-австрийско училище за занимания в свободното време „Св. св. Кирил и Методий“ – Виена (от 1991), Българско училище „Дунав“ – Линц (от 2005), Българско училище „Орфей“ – Линц (от 2009), Българско училище „Н. Вапцаров“ – Грац.
Младежки организации
- Организация на българските студенти в Австрия – Виена (от 2005)

Църковни общини
- Българска православна църковна община „Св. Иван Рилски“ – Виена (от 1967)

Фолклорни състави
- Танцов ансамбъл „Китка“ – Виена (от 2004)

Театрални състави
- Български театър във Виена (от 2008)